# Myślakowice
Myślakowice – wieś w Polsce położona w województwie mazowieckim, w powiecie przysuskim, w gminie Odrzywół. Leżą nad Pilicą.
Wieś ma status sołectwa.
W latach 1954–1959 wieś należała do gromady Dąbrowa I, po przeniesieniu siedziby i zmianie nazwy została siedzibą władz gromady Myślakowice. W latach 1975–1998 miejscowość administracyjnie należała do województwa radomskiego.
Wierni Kościoła rzymskokatolickiego należą do parafii św. Marii Magdaleny w Łęgonicach Małych.